# Tore Jensen
Tore Jensen (Oslo, Noorwegen, 19 mei 1935) is een Noorse jazzmuzikant in de dixieland. Hij speelt trompet, kornet en bugel en is zanger en bandleider.

## Loopbaan
Jensen kreeg bekendheid toen hij speelde in de lokale groep 'Hot Saints' (1953–60). Hij was tevens actief in 'Big Chief Jazzband' en 'Norwegian Dixieland All Stars'. Hij toerde met zijn eigen band, waarin ook Bjørn Stokstad speelde, in Duitsland in 1961, waarna de twee verder gingen in de groep Stokstad/Jensen Trad.Band (1962–), In 1984 werden de groepsleden ereburger van New Orleans. De groep speelde meerdere keren op Moldejazz, maar waren ook te zien en horen in het buitenland. Jensen werkte tevens in een swing-kwintet met Svein Gusrud en Peter Opsvik en speelde mee op opnames van bands als 'Norske Rytmekonger', 'Swingkameratene', 'Christiania 12' en 'Mississippi Jazzband'. Hij ontving in 1987 een Buddyprisen en kreeg in 2000 op het Oslo Jazzfestival een Ellaprisen, omdat hij in zijn bands jonge musici een kans heeft gegeven, zoals in zijn Tore Jensens Shangri-La.

## Prijzen
- 1974: Spellemannprisen in de categorie 'jazz', voor het album Mer Glajazz van de Stokstad/Jensen Trad.Band
- 1995: Buddyprisen

## Discografie
met de Stokstad/Jensen Trad.Band
- 1973: Glajazz (RCA International), met Laila Dalseth & Wild Bill Davison
- 1974: Mer Glajazz (RCA International), met Laila Dalseth
- 1975: Nye gamle
- 1977: Blanda drops (Hot Club Records)
- 1978: Selvskrevet
- 1982: Kraftjazz (Talent Records)
- 1983: Happy New Chair (Hot Club Records, met Christiania Jazzband op de A-kant)
- 2000: The Originals-1974, met Laila Dalseth & Wild Bill Davison
- 2002: At the Jazz Band Ball